# 大炊御門経孝
大炊御門 経孝（おおいのみかど つねたか）は、江戸時代前期の公卿。権大納言・大炊御門経頼の次男。官位は従一位・左大臣。後光福寺と号した。大炊御門家19代当主。後水尾天皇（108代）から霊元天皇（112代）の4代にわたって仕えた。

## 経歴
大炊御門経頼の次男として誕生。母は吉良義安の娘。異母兄に頼国、異父兄に今川直房がいる。初名は経敦。
兄・頼国が猪熊事件に関与したとして硫黄島に配流されたために大炊御門家を相続する。慶長19年（1614年）に叙爵。以降累進し、寛永8年（1631年）に従三位となり、公卿に列した。その後、権中納言・踏歌節会外弁・権大納言・右近衛大将など要職を歴任し、明暦2年（1656年）には内大臣に就任。さらに寛文3年（1663年）には右大臣となり、寛文10年（1670年）従一位、左大臣となるが、寛文11年（1671年）に職を辞した。

## 系譜
- 父：大炊御門経頼
- 母：吉良義安娘
- 妻：家女房
  - 男子：大炊御門経光
- 生母不明の子女
  - 男子：頼兼
  - 女子 - 諏訪忠晴養女、最上義雅正室
  - 女子：大久保忠高継室
  - 女子：花山院定誠正室